# Eugen Suchoň
Eugen Suchoň   (Pezinok, 25 de setembre de 1908 - Bratislava, 5 d'agost de 1993) fou un compositor, professor i teòric eslovac Va establir les bases de la música moderna eslovacai també és l'autor de les òperes nacionals eslovaques Krútňava (1941—1949), i Svätopluk (1952—1959). En la seva obra va utilitzar sovint la melodia popular eslovaca.

## Joventut
Eugen Suchoň va néixer el 25 de setembre de 1908 a Pezinok (Eslovàquia). El seu pare, Ladislav Suchoň, era organista i professor. La seva mare, Serafína Suchoňová, era professora de piano, i va ser d'ella que va rebre les seves primeres lliçons de piano. La casa sempre estava plena de música i, de petit, escoltava sota el piano quan el seu pare assajava a casa amb altres músics. El 1920, als dotze anys, va començar a rebre classes de piano a l'Escola de Música de Bratislava amb el distingit músic Frico Kafenda. Més tard, de 1927 a 1931, va continuar els seus estudis amb el mateix professor a la recent constituïda Acadèmia de Música de Bratislava. Les seves primeres obres inclouen diverses composicions per a piano i una obra coral Veľky Pôst ("El gran dejuni"). Es va graduar de les seves classes de composició amb la Sonata en la bemoll major per a violí i piano i un quartet de corda (op. 2, 1931, revisada el 1939). Els seus dos anys d'estudis al Conservatori de Praga sota el mestratge de Vítězslav Novák van marcar el segell sobre la formació minuciosa que havia rebut de Kafenda.
Entre les composicions d'aquest període s'inclouen un quartet de piano (1933) i el cicle de cançons Nox et solitudo per a mezzosoprano i petita orquestra o piano (1932) basat en un poema d'Ivan Krasko, Petita suite amb passacaglia per a piano (1930, orquestrada el 1967), Serenata per a quintet de metall i la Burlesc per a violí i orquestra. Totes aquestes obres mostren un compositor ja distingit i madur. Durant aquest temps, Eugen Suchoň va ensenyar teoria musical a l'Acadèmia de Música i Drama de Bratislava (1933). Les seves obres d'aquest període es troben en un moment romàntic tardà amb elements de la modalitat folk combinats amb el cromatisme. En particular, el popular cicle coral masculí O horách ("De muntanyes") va ser una obra original que va establir un estil nacional eslovac. A continuació arribà la seva monumental cantata, El psalm de la terra dels Carpats (1938).Molts arranjaments populars daten d'aquest període, que va culminar amb la seva òpera Krútňava ("El remolí", 1949).

## Maduresa
L'èxit de Krútňava va establir l'òpera moderna eslovaca i va cridar l'atenció internacional. Del 1948 al 1960, Suchoň va ser professor i cap del Departament d'Educació Musical de l'Escola de Formació del Professorat de Bratislava. Les obres d'aquest període inclouen les Fantasies per a violí i orquestra, Metamorfózy per a piano i la Suite simfònica per a gran orquestra. Suchoň es va implicar molt en els aspectes pràctics i teòrics de l'educació musical. La seva segona òpera Kraľ Svätopluk ("El rei Svätopluk") va tenir un significat especial, i fou completada el 1959. Aquesta òpera històrica representa el fresc dramàtic monumental del període de la Gran Moràvia. És una obra a gran escala amb aspiracions nobles, que mostra motius eslaus i que culmina amb la victòria del bé sobre el mal. L'obra es va estrenar a Bratislava el 1960i es va representar el mateix any a Praga i Košice.

## Darrers anys
De 1959 a 1974 va ser professor de teoria de la música a la Universitat de Bratislava. El seu estil va canviar a mesura que va incorporar el serialisme a les seves composicions, que consisteixen principalment en obres de cambra i orquestrals, com ara el cicle de cançons Ad astra (1961), basat en poemes de Štefan Žáry, el cicle mixt de cor O človeku ("Sobre un humà"), el Poème macabre per a violí i piano, Contemplacions per a narrador i piano, Sis composicions per a cordes, la Suite rapsòdica per a piano i orquestra i la Symfonická fantasia na BACH  (1971). El seu cicle de piano Caleidoscopi també existeix en una versió per a piano, orquestra de corda i percussió. Els seus darrers treballs inclouen un Concertino per a clarinet i orquestra, una Elegia, una Toccata i el cicle de cançons Pohľad do neznáma ("Una mirada a allò desconegut").
Suchoň va morir a Bratislava el 1993.

## Selecció d'obres

### Òperes
- Krútňava (El remolí; 1941–49), llibret de Suchoň o Štefan Hoza, estrena: 10 de desembre de 1949.
- Svätopluk (1952–59), llibret de Suchoň, Jela Krčméry-Vrteľová i Ivan Stodola, estrena: 10 de març de 1960

### Obres simfòniques
- Petita suite amb passacaglia (1967)
- Obertura Kráľ Svätopluk (1934)
- Suite balàdica, eslovac: Baladická suita, op. 9 (1934–36, publicada el 1940)[13]
- Psalm de la terra dels Carpats, cantata (1937–38)
- La lluita acabarà demà, eslovac: Boj sa skončí zajtra (1950)
- Metamorfosi (1951–53)

### Obres orquestrals amb solista
- Burlesque per a violí i orquestra (1933)
- Fantasia per a violí i orquestra (1948)
- Suite rapsòdica per a piano i orquestra (1964)
- Fantasia simfònica sobre B-A-C-H, per a orgue, cordes i percussió (1971)
- Concertino per a clarinet i orquestra (1977)

### Obres de cambra
- Sonata en la major (1929–30)
- Quartet de corda (1930–31, reelaborada el 1939)
- Petita suite amb passacaglia (1931–32)
- Serenata (1932–33)
- Quartet de piano (1932–33)
- Suite balàdica (1935)
- Fanfara acadèmica de la Universitat Comenius (1937)
- Sonatina (1937)
- Ball de casament de l'òpera "El remolí" (1971)
- Metamorfosi (1951–53)
- Poème Macabre (1963)
- Sis peces per a corda (1955–64)
- Calidoscopi ("Evoluzioni armoniche"), cicle de composicions per a piano, orgue, orquestra de corda i percussió (1967 - 69)
- Toccata (1973)

### Obres vocals
- Nox et Solitudo (1932)
- Ad astra (1961)
- Contemplacions (1964)
- Una mirada a allò desconegut (1977)

### Obres corals
- Psalm de la terra dels Carpats, op. 12 (publicada el 1940)[13]
- De la muntanya (1934–42)

### Obres per a nens
- Imatges d'Eslovàquia, sis cicles de composicions per a piano (1954-55)